# Tirso de Molina (stacja metra)
Tirso de Molina – stacja metra w Madrycie, na linii 1. Znajduje się w dzielnicy Centro, w Madrycie i zlokalizowana jest pomiędzy stacjami Sol, a Antón Martín. Została otwarta 26 grudnia 1921.